# LG 옵티머스 패드
LG 옵티머스 패드(LG Optimus PAD)는 LG전자가 2011년 3월에 출시한 안드로이드 태블릿 컴퓨터이다. 2012년 1월 12일, 대한민국 시장에 LG 옵티머스 패드 LTE라는 이름으로 출시했다. LG 옵티머스 브랜드가 적용된 2번째 태블릿이자 마지막 태블릿이다.

## 같이 보기
- LG G 패드 8.3